# ویکتور جورجیویویچ پوگاچف
ویکتور جورجیویویچ پوگاچف (به روسی: Ви́ктор Гео́ргиевич Пугачёв)، (به انگلیسی: Viktor Georgiyevich Pugachev) زاده ۸ اوت ۱۹۴۸ در شهر تاگانروگ روسیه و افسر بازنشسته نیروی هوایی روسیه و خلبان آزمایشی شوروی سابق است.

## زندگی‌نامه
او اولین کسی است که مانور کبرا یا به اصطلاح مانور کبرای پوگاچف را طراحی و اجرا نمود. پوگاچف در سال ۱۹۷۰ از مدرسه هواپیمایی نیروی هوایی فارغ‌التحصیل شد. در سال ۱۹۸۰ مدال طلای قهرمان اتحاد جماهیر شوروی به وی اعطاء شد. در سال ۱۹۷۸ از مدرسه خلبانی نیروی هوایی و در سال ۱۹۸۰ از انستیتوی خلبانهای آزمایشی شوروی فارغ‌التحصیل شد. پس از دو سال همکاری با مؤسسه تحقیقات پروازی گروموف به مؤسسه او کی بی سوخو (OKB Sukhoi) پیوست و در آنجا به تست هواپیماهای سوخو-۹، سوخو-۱۵، سوخو-۲۴، سوخو-۲۵ و سوخو-۲۷ پرداخت. در سال ۱۹۸۹ پوگاچف برای اولین بار در تاریخ اتحاد جماهیر شوروی موفق به فرود با سوخو-۲۷ بر روی ناو هواپیمابر شد. پوگاچف در سال ۱۹۸۹ با اجرای اولین مانور کبرای جهان توسط یک فروند سوخو-۲۷ در نمایشگاه هوایی پاریس به شهرت جهانی رسید. همچنین او برای اولین بار موفق به نشستن و برخاستن عمودی از ناو هواپیمابر کوزنتسف شده‌است. وی در حال حاضر در شهر ژوکوفسکی زندگی می‌کند و به عنوان طراح اصلی در دفتر طراحی سوخو مشغول به فعالیت است.